# كليفورد إف. براون
كليفورد إف. براون (بالإنجليزية: Clifford F. Brown)‏ هو قاضي ومحامي أمريكي، ولد في 21 يناير 1916 في مقاطعة هورون في الولايات المتحدة، وتوفي في 14 يناير 2011 في ساندوسكي في الولايات المتحدة.